# 1994年11月逝世人物列表
1994年逝世人物列表：1月 - 2月 - 3月 - 4月 - 5月 - 6月 - 7月 - 8月 - 9月 - 10月 - 11月 - 12月
1994年11月逝世人物列表，是用於匯總1994年11月期間逝世人物的列表。

## 依日期排序

### 1日
- 小諾亞·貝里，81歲，美國演員[1]
- 理查德·克勞特海默，97歲，德國藝術史學家。[2]
- 艾略特·莉莉可，89歲，澳大利亞政治家。
- 恩里克·佩雷斯，97歲，西班牙賽艇運動員。[3]

### 2日
- 大衛·B·費恩伯格，37歲，美國作家和愛滋病活動家[4]
- 格里沙·菲利波夫，75歲，保加利亞共產主義政治家。
- 哈羅德·皮爾森，86歲，英格蘭足球運動員。[5]
- 理查·波蒂埃，88歲，奧地利-法國電影導演。[6]
- 馬丁·塔拉斯，80歲，美國漫畫家。[7]
- 彼得·馬修·希爾斯曼·泰勒，77歲，美國小說家、短篇小說家和劇作家。[8]

### 3日
- 瓦爾特·帕爾姆，88歲，愛沙尼亞拳擊手。[9]
- 阿奇博爾德·斯廷奇科姆，81歲，英國冰球運動員。[10]
- 彼得·維連斯基，55歲，澳大利亞公務員和大使[11]
- 拉爾夫·沃爾特·格雷斯通·威科夫，97歲，美國科學家和X射線晶體學先驅。[12]

### 4日
- 庫·馬·巴拉蘇布拉赫曼尼亞姆，74歲，印度作家和詩人。
- 薩姆·弗朗西斯，71歲，美國藝術家[13]
- 奧諾弗里奧·富斯科，75歲，義大利足球運動員和經理。[14]
- 阿希什·庫瑪律·盧霍，57歲，孟加拉國電影演員、劇作家、對話作家和故事作家。
- 埃尔梅斯·穆奇内利，67歲，義大利足球運動員。[15]
- 弗雷德·史密斯，45歲，美國音樂家[16]

### 5日
- 方正平
- 王輝球
- 派翠克·迪恩，85歲，英國外交官和大使。[17]
- 傑納·德索泰爾，87歲，美國棒球運動員。[18]
- 喬·黑格，50歲，美國棒球運動員[19]
- 約翰·海恩斯，66歲，南非神學家，殺人案。
- 蒂姆·麥克納馬拉，95歲，美國棒球運動員。[20]
- 米蘭·姆拉德諾維奇，36歲，塞爾維亞音樂家，胰腺癌。
- 威廉·奧布萊恩，76歲，愛爾蘭高級蓋爾政治家。
- 阿尔伯特·捨斯捷尔尼奥夫，53歲，俄羅斯足球運動員和經理，肝硬化。
- 弗雷德里克·范德瓦勒，82歲，比利時上校和駐比屬剛果外交官。

### 6日
- 埃爾夫·杜薩克，74歲，美國棒球運動員。[21]
- 費爾南多·德·聖地牙哥·迪亞斯，84歲，西班牙政治家和臨時首相。[22]
- 迪恩·加洛，58歲，美國政治家和商人[23]
- 约恩·约翰森，66歲，丹麥足球運動員。[24]
- 弗拉基米爾·扎戈羅夫斯基，69歲，俄羅斯國際象棋特級大師。

### 7日
- 方化
- 阿爾默·霍爾，81歲，英格蘭足球運動員和經理。[25]
- 易卜拉欣·馬卡，72歲，印度板球運動員。
- 沙莱斯·马蒂森，83歲，挪威速度滑冰運動員。[26]
- 沙提·羅傑斯，70歲，美國西海岸爵士小號手，長號手和編曲家[27]
- 阿奇·聖羅馬尼，82歲，美國中長跑運動員。[28]
- 戴夫·西蒙斯，51歲，美式橄欖球運動員。[29]
- 卡爾頓·楊，89歲，美國演員，中風。

### 8日
- 孔令俊
- 維多利亞·迪米特羅娃，18歲，保加利亞花樣滑冰運動員。
- 喬治·赫林，61歲，美國橄欖球運動員。[30]
- 邁克爾·奧多諾霍，54歲，美國演員和作家[31]
- 瑪麗安·史特勞布，85歲，英國紡織品設計師。

### 9日
- 吉姆·布朗，85歲，美國足球運動員。
- 厄林·克里斯托弗森，96歲，挪威植物學家、地理學家和外交官。[32]
- 拉爾夫·邁克爾，87歲，英國演員[33]
- 普里西拉·莫里爾，67歲，美國女演員[34]
- 理查·魯斯特，56歲，美國演員

### 10日
- 梁銶琚，香港順德聯誼總會首席名譽會長
- 許綬泰
- 威廉·希金伯泰，84歲，美國物理學家。[35]
- 卡門·麥克雷，74歲，美國爵士歌手[36]
- 路易士·尼澤，92歲，美國出庭律師。[37]
- 祖萊卡·塞伊德馬多娃，75歲，亞塞拜然女飛行員。

### 11日
- 史蒂芬·戴克斯·鮑爾，91歲，英國教堂建築師和哥特式復興設計師。[38]
- 歐內斯特·克拉克，82歲，英國演員[39]
- 迪娜·格拉拉，89歲，德國電影女演員[40]
- 米哈伊爾·克里沃諾索夫，65歲，蘇聯/白俄羅斯擲錘手。[41]
- 庫文普，89歲，印度詩人、劇作家、小說家和評論家。
- 伊莉莎白·麥康奇，87歲，愛爾蘭裔英國作曲家。[42]
- 鮑勃·邁納，52歲，美國商人，間皮瘤。
- 萬達·奧西裡斯，89歲，義大利諷刺劇演員，女演員和歌手。
- 克里斯蒂安·普拉夫達，67歲，奧地利高山滑雪運動員。[43]
- 雷切爾·聖，80歲，美國福音派基督教傳教士[44]
- 卡罗琳·史密斯，88歲，美國潛水夫。[45]
- 約翰·安東尼·沃爾普，85歲，美國商人、外交官和政治家。[46]
- 迪特尔·维登曼，37歲，德國賽艇運動員。[47]
- 佩德羅·薩莫拉，22歲，古巴裔美國愛滋病教育家和電視名人，愛滋病相關併發症。
- 塔德烏什·日赫維茲，72歲，波蘭記者、藝術史學家、公關人員和神學家。

### 12日
- 阿塔納斯·科姆切夫，35歲，保加利亞摔跤運動員，奧運冠軍，交通事故。
- 奧尼·拉賈薩里，84歲，芬蘭田徑運動員。[48]
- 埃爾默·歐內斯特·羅珀，101歲，加拿大商人、工會會員和政治家。
- 威瑪·魯道夫，54歲，美國短跑運動員[49]
- 索特吉普托·索恩托羅，53歲，印尼足球運動員。
- J·I·M·史都華，88歲，蘇格蘭小說家和學者。[50]

### 13日
- 邁赫達德·巴哈爾，64歲，伊朗人、語言學家、神話學家和波斯歷史學家。
- 傑克·貝克，47歲，美國演員，膀胱癌。
- 丹尼爾·卡馬戈·巴博薩，64歲，哥倫比亞連環殺手，被刺傷。
- 約翰·畢曉普·哈曼，87歲，英國醫生，主動脈夾層。
- 沃洛德米爾·伊瓦什科，62歲，蘇聯/烏克蘭政治家。[51]
- 木村資生，70歲，日本生物學家[52]
- 伊戈爾·普拉托諾夫，60歲，蘇聯/烏克蘭棋手，兇殺案。

### 14日
- 漢弗萊·伯克利，68歲，英國政治家和作家。
- 尼古拉斯·比安科，62歲，美國黑幫，派特里亞爾卡犯罪家族成員。[53]
- 勒內·科南，73歲，盧森堡政治家和政府部長。
- 迪克·波倫，74歲，美國橄欖球運動員[54]
- 弗朗西斯·弗雷德里克·雷，83歲，美國羅馬天主教主教。
- 湯姆·維拉德，40歲，美國演員

### 15日
- 珍妮特·阿爾伯格，50歲，英國兒童作家和插畫家[55]
- 波爾·佈雷克曼，74歲，比利時短跑運動員。[56]
- 李安度·洛克辛，66歲，菲律賓建築師、藝術家和室內設計師。
- 伊莉莎白·喬治·斯皮爾，85歲，美國兒童讀物作家[57]
- 詹姆斯·W·瓦茨，90歲，美國神經外科醫生。[58]

### 16日
- 愛德華·科津科維奇，45歲，烏克蘭足球運動員。[59]
- 吉姆·普爾，79歲，美國橄欖球運動員。[60]
- 切特·鮑爾斯，57歲，美國創作歌手。
- 多麗絲·斯皮德，95歲，英國女演員

### 17日
- 西奧多·羅伯特·達德利，58歲，美國植物學家，癌症。
- 埃德加·亨尼格，97歲，美國棒球運動員和美式橄欖球教練。[61]
- 海因茨-格奧爾格·萊姆，75歲，德國聯邦國防軍將軍。
- 穆罕默德·卡迪姆·卡茲維尼，64歲，伊朗 - 伊拉克什葉派學者，詩人和演說家。
- 埃迪·皮肯，87歲，美國早期籃球運動員。[62]

### 18日
- 莫里斯·奧斯蘭德，68歲，美國數學家。[63]
- 羅納爾多·博斯科利，66歲，巴西作曲家，詞曲作者，唱片製作人和記者，前列腺癌。
- 凱伯·凱洛威，86歲，美國爵士歌手，舞蹈家，樂隊領隊和演員[64]
- 內森·費恩，78歲，美國數學家。[65]
- 安賽爾姆·弗朗茲，94歲，奧地利噴氣發動機先驅。
- 魯爾德·德克·霍格蘭，72歲，荷蘭裔澳大利亞植物學家、探險家和博物學家。
- 查理斯·哈克，75歲，美國歷史學家。[66]
- 邁克爾·薩默斯，77歲，英國芭蕾舞演員[67]
- 赫伯特·塔施納，68歲，德國電影剪輯師。[68]

### 19日
- 歐文格里斯沃爾德，90歲，美國律師。[69]
- 畢平·錢德拉·喬希，58歲，印度陸軍第17軍官兼參謀長。
- 朱利安·西蒙斯，82歲，英國犯罪作家和詩人。[70]
- 查爾斯·尤姆拉夫，83歲，美國雕塑家和教師。[71]

### 20日
- T·卡爾米，68歲，美籍以色列詩人。[72]
- 福田恆存，82歲，日本劇作家、翻譯家、文學評論家。
- 亞尼斯·克魯明斯，64歲，蘇聯-拉脫維亞籃球運動員。[73]
- 約翰·盧卡羅蒂，68歲，英裔加拿大編劇和作家。
- 拉克希米·N·梅農，95歲，印度自由鬥士和政治家。[74]

### 21日
- 馬爾科姆·阿迪西亞，84歲，印度發展經濟學家和教育家。
- 湯瑪斯·庫切爾，84歲，美國政治家。[75]
- 皮諾·洛基，69歲，義大利演員和配音演員。[76]
- 威廉·雅各·魯坦，95歲，荷蘭裔美國天文學家[77]
- 胡安喬·魯伊斯，35歲，哥倫比亞手風琴家

### 22日
- 諾瑪·唐納森，66歲，美國女演員[78]
- 明尼·努爾梅，77歲，愛沙尼亞作家。
- 維奧拉·斯普林，88歲，美國戲劇學者，教育家和表演教練。[79]
- 查理斯·厄普漢姆，86歲，紐西蘭士兵，維多利亞十字勳章獲得者。[80]

### 23日
- 奧斯汀·阿爾布，91歲，英國政治家。[81]
- 阿特·巴爾，28歲，美國職業摔跤手
- 埃里克·霍金斯，85歲，美國現代舞編舞家和舞蹈家。[82]
- 歐文·科斯塔爾，83歲，美國電影音樂編曲家[83]
- 加里·米德爾頓，46歲，澳大利亞摩托車賽車手。
- 阿爾貝托·納圖施，61歲，玻利維亞將軍，癌症。
- 大衛·內維斯，56歲，巴西電影導演和編劇。

### 24日
- 穆罕默德·阿里·阿拉基，99歲，伊朗大阿亞圖拉。
- 切特·貝內菲爾，87歲，美式橄欖球和籃球教練。
- 亞歷山大·古塞夫，39歲，蘇聯/俄羅斯曲棍球運動員和奧運選手。[84]
- 伊沃·佩里利，92歲，義大利編劇[85]
- 第10代塞爾柯克伯爵喬治·道格拉斯-漢密爾頓，88歲，蘇格蘭貴族和保守黨政治家。
- 米爾頓·沙普，82歲，美國政治家，賓夕法尼亞州州長[86]

### 25日
- 格奧爾基·維塔尼迪斯，65歲，羅馬尼亞電影導演。[87]
- 約翰娜·馮·特拉普，75歲，奧地利歌手，特拉普家族歌手成員，中風。
- 约翰·查尔斯·沃克，101歲，美國農業科學家。[88]
- 愛琳·克拉克·伍德曼，79歲，美國陸軍護士團軍官。

### 26日
- 努馬·安多瓦，86歲，法國足球運動員和經理。
- 大衛·巴奇，69歲，英國汽車設計師。
- 馬格努斯·科馬克，88歲，澳大利亞政治家。[89]
- 阿圖羅·里維拉·達馬斯，71歲，薩爾瓦多羅馬天主教大主教。[90]
- 巴莉·龐達卡爾，97歲，印度電影導演和製片人。
- 喬伊·斯特凡諾，26歲，美國色情演員[91]
- 奧默·凡諾夫，80歲，比利時政治家，市長和部長。
- 何塞·瑪麗亞·薩拉戈薩，81歲，菲律賓建築師。

### 27日
- 哈拉爾德·克里斯滕森，87歲，丹麥自行車運動員。[92]
- 佩爾·費德斯皮爾，89歲，丹麥政治家。
- 蕾娜特·豪斯利特-馬盧什，77歲，德國政治家。
- 湯姆·約翰斯頓，75歲，蘇格蘭足球運動員和經理。
- 費爾南多·洛佩斯-格拉薩，87歲，葡萄牙作曲家、指揮家和音樂學家。[93]
- 魯菲娜·尼豐托娃，63歲，蘇聯/俄羅斯戲劇和電影女演員。
- 倫納德·雷文希爾，87歲，英國基督教傳教士和作家。

### 28日
- 陳懷皚
- 第12代卡萊爾伯爵查理斯·霍華德，71歲，英國貴族，政治家和貴族。
- 傑佛瑞·丹墨，34歲，美國連環殺手和性犯罪者[94]
- 巴斯特·愛德華茲，63歲，英國罪犯，自殺。
- 佛朗哥·福爾蒂尼，77歲，義大利作家、散文家、文學評論家和馬克思主義知識份子。[95]
- 沃爾夫岡·哈克，92歲，德國數學家和空氣動力學家。
- 卡爾·柯巴赫，76歲，奧地利足球運動員。
- 維克·萊格利，79歲，法國-比利時小提琴家和古典音樂作曲家。[96]
- 阿爾·萊維特，62歲，美國爵士鼓手。[97]
- 奧蒂略·奧爾金，63歲，墨西哥游泳運動員和水球運動員。[98]
- 拉爾夫·奧爾森，70歲，美式橄欖球運動員和教練。[99]
- 弗蘭克·羅賓斯，77歲，美國漫畫家和作家[100]
- 傑里·魯賓，56歲，美國社會活動家，反戰領袖，反文化偶像[101]
- 伊恩·澤拉利爾，82歲，英國小說家和詩人。[102]
- 蘇利瑪·斯特拉文斯基，84歲，瑞士裔美國鋼琴家、作曲家和音樂學家。[103]
- 維森特·恩里克·塔蘭孔，87歲，西班牙羅馬天主教紅衣主教。[104]

### 29日
- 孔繁森，前西藏自治區拉薩市副市長、阿里地區黨委書記。
- 小威廉·塔普利·貝內特，77歲，美國外交官。[105]
- 哈什·烏代·辛格·高爾，41歲，印度軍官，在行動中喪生。
- 赫維·馬欽，78歲，美國政治家。
- 蒂圖斯·波波維奇，64歲，羅馬尼亞編劇和作家。[106]
- 查理·史密斯，57歲，美國棒球運動員。[107]
- 喬治·貝爾·蒂默曼，82歲，美國政治家和二戰老兵。[108]

### 30日
- 傑西·安德森，37歲，美國被定罪的殺人犯[109]
- 居伊·德波，62歲，法國馬克思主義理論家、哲學家和電影製片人[110]
- 路易·加布里亞格斯，80歲，法國足球運動員。
- 康尼·凱，67歲，美國爵士樂和R&B鼓手。[111]
- 萊昂內爾·斯坦德，86歲，美國演員[112]
- 弗雷德里克·H·瓦格曼，82歲，美國圖書管理員。